# 加納爾海峽
加納爾海峽（英語：Gunnel Channel），是南極洲的海峽，位於葛拉漢地的盧貝海岸，處於哈努斯灣南部，長13公里、寬1公里，在1936年由英國探險隊測量，現時由南極條約體系管理。